# Centre culturel du Pays d'Orthe

Logo du Centre culturel du Pays d'Orthe

Le Centre culturel du Pays d'Orthe est une association loi de 1901 créée le 4 juillet 1994 à Sorde-l'Abbaye dans le département français des Landes. Son objet est de « fédérer les activités culturelles du pays d'Orthe dans un souci de synergie et d’efficacité, la participation à la sauvegarde du patrimoine architectural du pays d’Orthe et d’assurer la promotion du pays d’Orthe à travers l’identité culturelle issue de sa riche histoire et portée par les Orthois d’aujourd’hui ».

## Présentation
Dans son l’article 5, l’association se donne pour objectifs :
- l’accueil et l’information du public dans les mairies du pays d’Orthe
- l’initiation et la formation des adhérents
- la mise en place de structures d’échanges, de communication et de promotion

L'association publie régulièrement une revue semestrielle Orthenses. Deux numéros hors-série sont venus compléter cette collection : 
- 1939-1945 La Guerre entre parenthèses, en 2006 et ayant pour thème la Seconde Guerre mondiale vécue dans la région ;
- 1914-1918 Les Orthois dans la Grande Guerre , en 2008. Ce dernier ouvrage devrait être suivi d'un second sur le même thème tant l'afflux de témoignages, de souvenirs, de carnets, de photos et d'objets en provenance des familles a été important et se poursuit.

L'aire d'investigation de l'association est en principe circonscrite au territoire des communes de Bélus, Saint-Lon-les-Mines, Siest, Orist, Pey, Saint-Étienne-d'Orthe, Port-de-Lanne, Orthevielle, Peyrehorade, Hastingues, Oeyregave, Saint-Cricq-du-Gave, Labatut, Cauneille et Cagnotte.
Un travail a été mené pour s'inscrire dans la perspective de la conservation du patrimoine local mais également pour en établir un catalogue aussi complet que possible tout en contribuant, au travers d'expositions régulièrement proposées, à témoigner de cette richesse. Ce travail concerne le patrimoine architectural (avec trois abbayes : abbaye Saint-Jean de Sorde, abbaye d'Arthous et l'abbaye de Cagnotte) mais aussi le monde des eaux, très présent ici (Orthe signifiant eau). Ainsi, les sources, les ruisseaux, les fontaines, puits et lavoirs, les moulins et les meuniers, la batellerie, la pêche, la navigation et les marins, sont répertoriés et détaillés. Puis viendra le tour des gués, des bacs et des ponts.